# Ferdinando Taverna
Ferdinando Taverna, indicato anche come Ferrante (Milano, 1558 – Novara, 29 agosto 1619), è stato un cardinale e vescovo cattolico italiano.

## Biografia
Nacque a Milano nel 1558, da nobile famiglia, figlio di Cesare Taverna, conte di Landriano, e di sua moglie Antonia Beccaria.
Studiò legge a Pavia dove si laureò utroque iure, venendo poi ammesso al Collegio degli Avvocati di Milano.
Grazie agli appoggi del potente zio mons. Ludovico Taverna, vescovo di Lodi dal 1579 (ma già titolare di molti incarichi come governatorati e nunziature in Italia e all'estero) venne chiamato alla corte pontificia di Roma e divenne referendario del tribunale della Segnatura dal 1588 e quindi governatore di Viterbo (1591), poi di Città di Castello (1595) e di Fermo (1596), collettore e infine nunzio in Portogallo (1596-98), per rientrare in Italia e assumere il governatorato di Roma tra il 30 aprile del 1599 e il 9 giugno del 1604. 
Papa Clemente VIII lo creò cardinale nel concistoro del 9 giugno 1604, su istanza del cardinale Pietro Aldobrandini Ottenne il titolo di Sant'Eusebio.
Tra il 1604 e il 1606 fu legato della Marca d'Ancona e governatore di Ascoli Piceno, poi legato in Portogallo, governatore di Viterbo e di Roma.
Il 16 novembre 1615 fu eletto vescovo di Novara e consacrato nella Cappella Sistina a Roma per mano di papa Paolo V, assistito dai cardinali Evangelista Palotti e Benedetto Giustiniani. Si trasferì a Novara dove morì e fu sepolto nel 1619.

## Genealogia episcopale
La genealogia episcopale è:
- Cardinale Guillaume d'Estouteville, O.S.B.Clun.
- Papa Sisto IV
- Papa Giulio II
- Cardinale Raffaele Sansone Riario
- Papa Leone X
- Papa Paolo III
- Cardinale Francesco Pisani
- Cardinale Alfonso Gesualdo di Conza
- Papa Clemente VIII
- Papa Paolo V
- Cardinale Ferdinando Taverna